# 顾品锷
顾品锷（1939年4月—），上海人，中华人民共和国政治人物、外交官。

## 生平
1964年，毕业于华东师范大学外语系，进入中华人民共和国外交部工作。1997年9月，出任首任中华人民共和国驻圣卢西亚大使。1999年8月，自驻圣卢西亚离任。后任中国国际友人研究会副会长。